# E641号線
E641号線(E641ごうせん、英: European route E641) はオーストリアのヴェルグルからドイツを経由し、オーストリアのザルツブルクを結ぶ、欧州自動車道路のBクラス幹線道路。
ヴェルグルにおけるE45号線、E60号線の供用区間（インタール高速道路（高速道路A12））が起点である。
- オーストリア国内ではローフェラー通り(B178)がドイツ国境まで通じており、ザンクト・ヨハン・イン・ティロール、ローファーを経由している。
- ドイツ国内では、B21を使用しており、バート・ライヒェンハル（ドイツ語版）を経由している。

再び、オーストリアに入国し、ザルツブルクに至る。

## 経路
- オーストリア
  - E45号線、E60号線 – ヴェルグル
  - ザンクト・ヨハン・イン・ティロール
  - ローファー
- ドイツ
  - シュナイツロイト（ドイツ語版）,バート・ライヒェンハル（ドイツ語版）
- オーストリア
  - E52号線、E55号線、E60号線 – ザルツブルク